# Куяльницкий национальный природный парк
Куяльницкий национальный природный парк (укр. Куяльницький національний природний парк) — национальный природный парк, расположенный на территории Одесского района и частично Березовского района (Одесская область, Украина). Создан 1 января 2022 года. Площадь — 10 800,8867 га.

## История
Национальный природный парк был создан 1 января 2022 года согласно указу Президента Украины В. А. Зеленского № 3/2022 «О создании национального природного парка «Куяльницкий»» (Про створення національного природного парку «Куяльницький»). 
Создан в целях сохранения, воспроизводства, эффективного использования природных комплексов и объектов в бассейне Куяльницкого лимана, имеющих особую природоохранную, оздоровительную, историко-культурную, научную, образовательную, эстетическую ценность

## Описание
В состав национального природного парка включено 10 800,8867 га земель государственной и коммунальной собственности, в том числе 3 490,6753 га земель, предоставляемых национальному природному парку в постоянное пользование, в том числе с изъятием у землепользователей, и 7 310,2114 га земель, которые включаются в его территорию без изъятия у землепользователей.
Куяльницкий национальный природный парк включает акваторию Куяльницкого лимана и прилегающую полосу суши шириной около 1 км, правобережную часть поймы приустьевой части реки Большой Куяльник (от села Адамовка до устья).
Исходя из современного состояния биоразнообразия природно-исторического комплекса Куяльницкого лимана уточнены территории для организации четырёх функциональных зон парка: заповедной (4 482,0 га), регулируемой рекреации (8 987,0 га), стационарной рекреации (738,0 га) и хозяйственной (29 738,0 га).

## Природа
Куяльницкий лиман — уникальное месторождение иловых грязей и рапы. Здесь обитают интересные животные и растут редкие растения. Парк включает уникальные степные и луговые территории, буковые девственные леса и древние леса. Также территория имеет исторически-культурную ценность: первые поселения в районе Куяльницкого лимана датируются началом I тысячелетия до нашей эры, а в окрестностях обнаружены скифские курганы и остатки греческого поселения III-IV веков до нашей эры. 